# Central Newfoundland
Circonscription électorale fédérale du Canada
Central Newfoundland (auparavant Coast of Bays—Central—Notre Dame) est une circonscription électorale fédérale canadienne dans la province de Terre-Neuve-et-Labrador.
Les circonscriptions limitrophes sont Long Range Mountains et Bonavista—Burin—Trinity.

## Historique
La circonscription de Coast of Bays—Central—Notre Dame a été créée en 2012 avec des parties de Random—Burin—St. George's, Humber—St. Barbe—Baie Verte et Bonavista—Gander—Grand Falls—Windsor.
À la suite du découpage de la carte électorale de 2022, la circonscription est renommée Central Newfoundland.

## Députés
| Législature | Années        | Député | Député         | Parti        |
| --- | ------------- | ------ | -------------- | ------------ |
| Coast of Bays—Central—Notre Dame issue de Random—Burin—St. George's, Humber—St. Barbe—Baie Verte et Bonavista—Gander—Grand Falls—Windsor |               |        |                |              |
| 42e | 2015–2019     |        | Scott Simms    | Libéral      |
| 43e | 2019–2021     |        | Scott Simms    | Libéral      |
| 44e | 2021–2025     |        | Clifford Small | Conservateur |
| Central Newfoundland |               |        |                |              |
| 45e | 2025–en cours |        | Clifford Small | Conservateur |

## Résultats électoraux
Modèle:Élection générale canadienne de 2025 — Central Newfoundland
|       | Candidat             | Parti        | # de voix | % des voix |
|       | Kevin George O'Brien | Conservateur | +06 479,  | 18,28 %    |
|       | Scott Simms          | Libéral      | +26 523,  | 74,82 %    |
|       | Claudette Menchenton | NPD          | +02 175,  | 6,14 %     |
|       | Elizabeth Perry      | Vert         | +00271,   | 0,76 %     |
| Total | Total                | Total        | 35 448    | 100 %      |